# GIGA
GIGA ist ein deutsches Online-Portal der Ströer Media Brands GmbH. Auf der Website veröffentlicht die giga.de-Redaktion täglich Hintergrund-Artikel zu den Themenschwerpunkten Android, Apple, Film, Computerspiele und Software. Auch werden regelmäßig Videos zu den Themen produziert. Darüber hinaus gibt es die Möglichkeit, eigene Nachrichten einzusenden.
Ursprünglich bestand GIGA als Programmfenster bei NBC Europe mit einem Internetportal als interaktiver Komponente. Die Internetseite sollte den Zuschauern die Möglichkeit geben, direkt Einfluss auf das Programm zu nehmen. Während in den Anfangsjahren der Fokus auf Themen des jugendlichen Lebens lag, konzentrierte sich der Sender später auf Themen rund um Videospiele. Nach Einstellung des Sendebetriebs wurde die Website zusammen mit der Marke verkauft.

## Geschichte

### 1998–2006
Den Ursprung von GIGA bildete das gleichnamige Programmfenster bei NBC Europe, das ab dem 30. November 1998 existierte. Anfangs nur aus NBC GIGA bestehend, wurde es ab dem Jahr 2000 um einige andere Formate, etwa GIGA\\GAMES, ergänzt, die größtenteils Auskopplungen des Mutterformats waren. Einer der Kerngedanken war jedoch immer die Interaktion zwischen Zuschauern und Moderatoren über das Internet. Als Urheber der Idee gilt der DFA-Gründer und damalige Geschäftsführer Helmut Keiser.

### 2006–2009
Einer der größten Schritte in der Entwicklung der Marke GIGA war der Sendestart als eigener Fernsehsender GIGA TV auf Astra Digital. Dieser kam zustande, nachdem NBCUniversal 2004 die mehrheitlichen Anteile an der DFA (welche GIGA produzierte) übernommen hatte und beschloss, im analogen Kabel statt NBC Europe künftig Das Vierte zu senden. Für GIGA (green) und GIGA real blieb jedoch trotzdem ein Sendefenster in der Kabelversion von Das Vierte erhalten. Mit dem Start von GIGA digital am 29. September 2005 wurden neue Formate geschaffen, die größtenteils zur Zeitüberbrückung dienten.
Das Programmfenster auf Das Vierte existierte bis zum 31. März 2006, an dem GIGA (green) und GIGA real trotz starker Proteste eingestellt wurden und der Sender vorerst nur noch Sendungen über Videospiele bot. Daraufhin wandte sich ein Teil der Community von GIGA ab, da sie den Sender nicht mehr empfangen konnte oder die Inhalte sie nicht mehr interessierte.
Im Juni 2006 startete der Bezahlfernseh-Sender GIGA 2, der sich fast ausschließlich mit E-Sport beschäftigte. Im weiteren Verlauf des Jahres 2006 wurden mit Late Knights und MyWorld auch wieder Formate geschaffen, deren Hauptthema nicht Videospiele waren. Dieser Kurs wurde 2007 im Rahmen der Aktion GIGA 07 rockt! fortgeführt – unter anderem mit SPAM Deluxe, das gewisse Parallelen zu GIGA (green) aufwies, und einer neuen Prime Time, die GIGA eSports an diesem Sendeplatz ablöste. Weitere Veränderungen folgten im November 2007 mit der Einstellung von GIGA 2 sowie einem neuen Vorabendprogramm, dem Wegfall der werktäglichen Ausgabe von GIGA eSports und weiteren Veränderungen im Abendprogramm. 2007 hatte laut einer Reichweitenstudie von Forsa Giga in der Zielgruppe der 14- bis 29-Jährigen 186.000 tägliche Zuschauer sowie 668.000 Zuschauer, die einmal oder mehrmals pro Woche einschalteten, und 899.000 Zuschauer, die Giga mindestens einmal pro Monat ansahen.
Das Jahr 2008 begann für GIGA mit der Übernahme durch Premiere. Im weiteren Jahresverlauf verließen ab Juni zunächst zahlreiche Moderatoren und Mitarbeiter den Sender, im Juli schließlich wurde eine erneute komplette Neugestaltung des Programms bekannt gegeben:
Unter dem Motto „Fuck Reality!“ wurden am 20. August 2008 die bisherigen ein- bis zweistündigen Sendungen durch kurze Themenblöcke ersetzt. Daneben setzte man wieder fast ausschließlich auf Themen rund um Videospiele sowie Computer allgemein.

#### Ende des Fernsehsenders
Am 13. Februar 2009 wurde bekannt gegeben, dass das gesamte GIGA-Programm am 31. März desselben Jahres eingestellt werden würde. Ab diesem Zeitpunkt wurden keine neuen Inhalte mehr produziert, bis zur Abschaltung liefen noch Wiederholungen. Hauptgrund für die Einstellung soll die Zurückhaltung der Werbekunden infolge der Finanzkrise sein, die den Werbemarkt einbrechen ließ und das seit längerem defizitäre GIGA hart traf. Dies veranlasste den alleinigen Gesellschafter Premiere dazu, das Programm einzustellen und sich auf sein Kerngeschäft Pay-TV zu konzentrieren. Teile der GIGA-Zuschauer setzten sich vehement für einen Fortbestand des Senders ein, was jedoch erfolglos blieb.

### Seit 2009: Weiterführung als Internetportal und Comeback als Web-TV-Sendung
Nach Einstellung des Sendebetriebs und Entlassung nahezu der gesamten Belegschaft wurde das Internetportal giga.de zunächst weitergeführt und nach einer Lösung für dessen Fortbestand gesucht. Diese wurde am 19. April 2009 in Form einer Übernahme durch IGN gefunden. Kurz darauf startete das Online-Video-Format GIGA täglich, das wenig später in The Daily G - GIGA Täglich umbenannt wurde. Anders als der Titel des Formates jedoch vermuten ließ, erschienen die Episoden nicht immer täglich.
Anfang 2011 wurde bekannt, dass die Fox Interactive Media Germany GmbH, die wie IGN letztendlich zur News Corporation gehört und bei der die GIGA-Mitarbeiter rechtlich angestellt waren, zum 28. Februar ihren Geschäftsbetrieb vollständig einstellt. In der Folge wurden auch die letzten verbliebenen GIGA-Mitarbeiter, die das Internetportal bislang redaktionell und technisch betreut hatten, entlassen. Im März 2011 übernahm die in Berlin ansässige ECONA Internet AG GIGA. Im September 2011 kündigte der Inhaber an, GIGA als Live-Format wiederbeleben zu wollen. Seit November 2011 produzierte ECONA wöchentlich eine Sendung aus einem Sendestudio auf dem ECONA Internet Campus, die aufgrund geringer Zuschauerzahlen inzwischen wieder eingestellt wurde.

## Heutiges Angebot
Weiterhin liegt der Fokus des Internetportals giga.de größtenteils auf Computer- und Videospielen, aber auch verschiedene Software und Technik werden getestet. Ein Team von neuen Redakteuren veröffentlicht täglich Hintergrund-Artikel in verschiedenen Rubriken, an denen die Leser sich mit Abstimmungen und Kommentaren beteiligen können. Der größte Teil der Nachrichtenmeldungen stammt als „Usernews“ von den Benutzern selbst. Seit 2011 werden neben Videospielen auch wieder vermehrt Themen rund um (Computer-)Hardware und Spielfilme behandelt.
Das bereits seit langem bestehende Forum mit angeschlossenem Social Network wird ebenso fortgeführt wie die Partnerangebote, etwa Browserspiele. Seit dem 28. April 2009 existierte daneben das Video-Format The Daily G. Dabei berichten die verbliebenen Mitarbeiter täglich über Neuigkeiten aus der Videospiel-Szene. Mit der Übernahme von GIGA durch die ECONA Internet AG erschien am 2. März 2011 die vorerst letzte Ausgabe The Daily G; dieses wurde durch einen Podcast namens „radio giga“ ersetzt. Seit November 2011 wird auf giga.de eine jeden Donnerstag live stattfindende Sendung mit dem Namen „GIGA TV Live“ übertragen, die sich thematisch um Filme, Musik, Videospiele und Technik dreht. Am 16. Januar 2012 wurde ein Relaunch der Website vollzogen, mit dem die Portale Androidnews.de, Macnews.de, BENM.AT und Freeload.de in die Site giga.de integriert wurden.
Am 3. April 2013 wurde ein erneuter Relaunch vollzogen. giga.de bündelt nun die drei eigenständigen Themenseiten GIGA APPLE, GIGA ANDROID und GIGA GAMES. GIGA Foto wurde am 1. August 2014 aufgrund zu geringen Erfolges eingestellt, zudem wurde GIGA Android mit dem Portal Androidnext zusammengeführt. Weiterhin betreibt GIGA noch folgende Seiten: spielzwerg.de, spielaffe.de (kraloyun.com), gomm-online.de, tabtech.de, abacho.de, reisedeals.net, gewinnspiele.com, stagr.de, kino.de sowie video.de und seit 2015 auch spieletipps.de. Diese wurden nicht unter dem giga.de-Dach vereint, sondern bestehen in ihrer Form weiter. Im Jahr 2014 kaufte Ströer Media die Giga Digital AG.

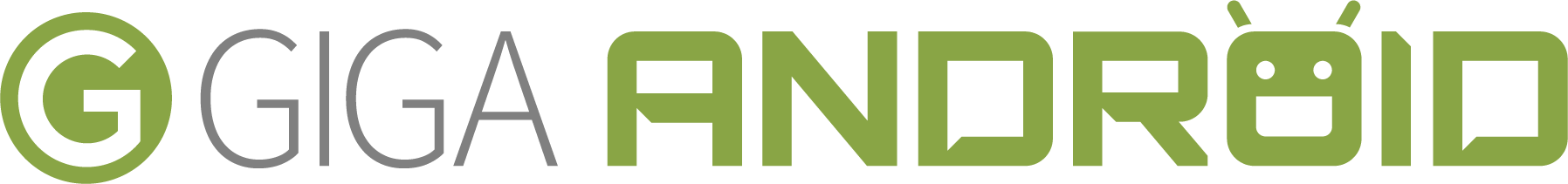
Logo der Themenseite GIGA ANDROID
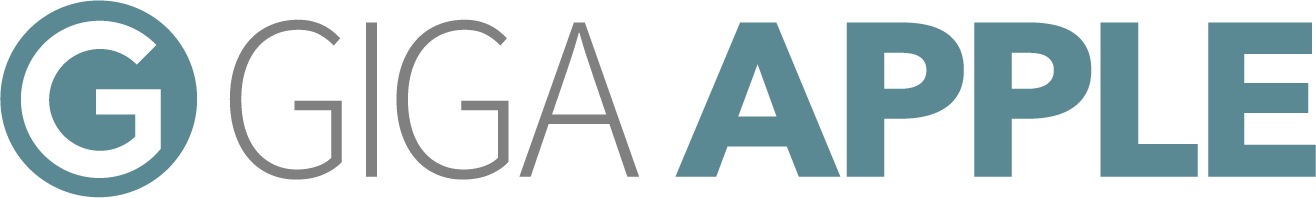
Logo der Themenseite GIGA APPLE
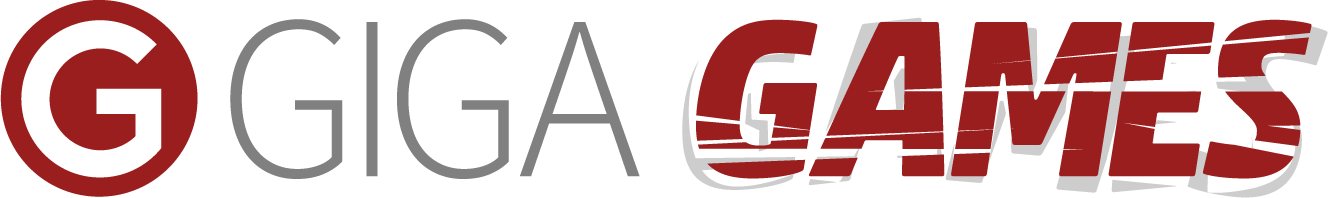
Logo der Themenseite GIGA GAMES
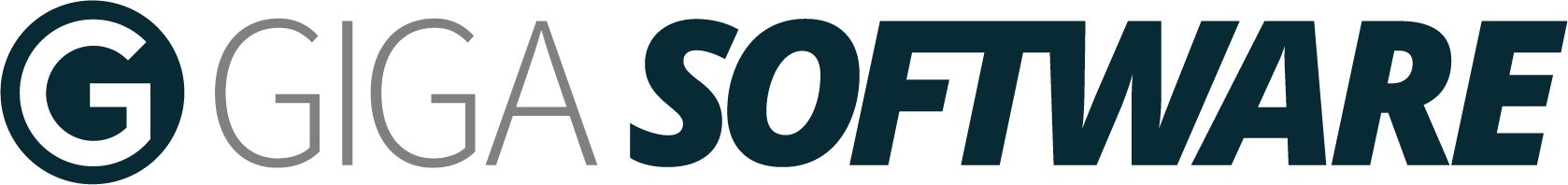
Logo der Themenseite GIGA Software

## Programm
Die Sendung GIGA TV Live orientierte sich größtenteils am Ur-Format NBC GIGA, so wurden hier sowohl Themen um Videospiele und Technik als auch Filme und Musik durchgenommen. In der Rubrik GIGA\\Games spielten die sogenannten Netzreporter einen bis zwei Titel pro Sendung, wahlweise auch online mit der Community. Der Videospiel-Bereich wurde von Jonas Wekenborg moderiert, wobei hierbei auch Gastauftritte von anderen GIGA-Redakteuren wie Thomas Goik oder Tobias Heidemann möglich waren.
Bei GIGA\\Tech präsentierte Shu On Kwok neue Hardware-, Software- und Peripheriegeräte, während Tom Westerholt und gelegentlich auch Martin Beck bei GIGA\\Entertain neue Kinofilme und Serien sowie neue Musikstücke durchsprachen.
Ziel der Sendung war die bereits aus NBC GIGA bekannte Interaktion mit der Community. So konnten User E-Mails und Kommentare an die Moderatoren schicken, die teilweise auch in der Sendung vorgelesen wurden.
Im Januar 2012 wurde bekanntgegeben, dass Tom Westerholt das Team verlassen hat und somit nicht mehr an der Sendung mitwirkt. Dementsprechend wurde der Entertain-Bereich aus der Sendung gestrichen. Shu On Kwok sowie auch David Hain verließen das Team ebenfalls 2013.

### Ehemalige Formate
Bis 2008 bestand das Programm aus mehreren, deutlich voneinander abgegrenzten Einzelformaten mit fester Sendezeit.

#### NBC GIGA / GIGA green / GIGA
GIGA galt als „erstes aktives Internetfernsehen“. Es gilt gleichzeitig als das „Mutterformat“, aus welchem sich die anderen Sendungen entwickelt hatten. Die Zuschauer konnten über das Internet (u. a. Zuschauerabstimmungen, Kommentarsystem) die Sendung direkt beeinflussen.
Die Sendung lief vom 30. November 1998 bis zum 31. März 2006, anfangs auf NBC Europe, später auf GIGA digital und in der Kabel-Version von Das Vierte. GIGA wurde immer am Nachmittag gesendet, zuletzt von 13:00 bis 15:30 Uhr. 2005 zog man vom Studio im Düsseldorfer Medienhafen nach Berlin, direkt an den Pariser Platz, um.
Im Lauf der Zeit kamen neue Themenbereiche (sogenannte Channels) dazu, andere verschwanden oder wurden in eigene Sendungen umgewandelt. Bekannte Channels waren Sports, Netbeat/Tech (Wissenschaft), mLife (Handys, mobile Welt), Stars, HelpCenter (Technik) und Games (Videospiele). Außerdem liefen während der Sendung ab und zu Musikvideos. Der Name der Sendung wurde ebenfalls mehrmals geändert: Anfangs hieß das Format NBC GIGA, später wurde es in GIGA green umbenannt, um es von den anderen Formaten abzugrenzen. Nach dem Umzug nach Berlin hieß die Sendung GIGA.

#### GIGA Lokal
GIGA Lokal waren Programmfenster innerhalb von NBC GIGA. In fünf Städten Deutschlands (Hamburg, Hannover, Bremen, Saarbrücken und Mainz) gab es die sogenannten „Lokalstudios“, die über lokale Themen täglich live berichteten.

#### GIGA\\GAMES

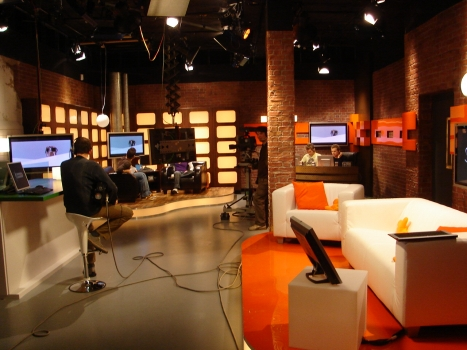
Dreharbeiten für GIGA\\GAMES

GIGA\\GAMES beschäftigte sich mit PC- und Konsolenspielen. Die Sendung lief vom 30. November 2000 bis August 2008. Zuletzt war die Sendung eines der Hauptstandbeine von GIGA; der Name und die Grundideen des Formats wurden bis zur Schließung des Senders in den einzelnen GIGA-GAMES-Themenblöcken fortgeführt. Anfangs noch direkt nach NBC GIGA ausgestrahlt, also von 20:00 bis 22:00 Uhr, wurde GIGA\\GAMES dann um zwei Stunden auf 22:00 Uhr versetzt, um dem Jugendschutz gerecht zu werden. Bis Dezember 2006 gab es zudem GIGA\\GAMES weekend, eine Wochenendausgabe von GIGA\\GAMES. Die Sendung war in verschiedene Themenbereiche unterteilt, die sich im Laufe der Zeit veränderten. Zuletzt waren dies PC, Konsole, MAXX-Bereich, der sich mit Hardware sowie Mods und Maps für PC-Spiele beschäftigte.

#### GIGA The Show
Mit dem 20. August 2008 wurden bei GIGA einzelne Formate, die sich ausschließlich mit bestimmten Themengebieten beschäftigen, praktisch abgeschafft: Stattdessen folgten 15-minütige Themenblöcke aufeinander, die von Moderatoren oder Redaktionsmitgliedern gestaltet wurden. Durch diese Programmstruktur erhoffte man sich, ein kurzweiliges Programm zu bieten, bei dem flexibler auf aktuelle Umstände reagiert werden konnte. Live produziert wurden diese Blöcke werktags in der Zeit von 20:00 bis 00:00 Uhr, im Großteil des restlichen Zeitraums wurden sie für Wiederholungen neu zusammengestellt. Neben der Ausstrahlung zu einer bestimmten Uhrzeit stehen die Themenblöcke auch auf Abruf im Internet bereit.
Stündlich wurde dabei eine Nachrichtensendung mit dem Titel GIGA The Show ausgestrahlt, welche von Etienne Gardé und Nils Bomhoff moderiert wurde. Präsentiert wurden Neuigkeiten und Interviews rund um die Kernbereiche Computerspiele und -technik. Jeweils eine Viertelstunde danach, also etwa um 20:15 Uhr, folgte darauf GIGA GAMES PC, GIGA GAMES Konsole oder GIGA GAMES Handheld, wo PC-, Konsolen-, beziehungsweise Handheld-Spiele vorgestellt wurden.
Täglich um 20:30 Uhr wurde von Maxi Gstettenbauer die GIGA LIGA im Rahmen von GIGA LIGA Live präsentiert. Anschließend, also um 20:45 Uhr, gab es erneut GIGA GAMES PC, GIGA GAMES Konsole oder GIGA GAMES Handheld. Um 21:30 Uhr wurde das 15-Minuten-Raster aufgebrochen: Montags lief hier das halbstündige WoW! mit Berichten zu World of Warcraft; dienstags das Filmmagazin SCREEN mit Etienne Gardé. Ebenfalls bis 22:00 Uhr dauerte ToolBox, das Hardware-Magazin mit Michael Bister und Philipp Wolf, am Mittwoch. Donnerstags wurde um 21:30 Uhr Nerd Alert mit Maxi Gstettenbauer oder Florian Kamolz gesendet. Am Freitag schließlich stellten Colin Gäbel und Dennis Richtarski bei Telespiel Videospiel-Klassiker vor. Um 22:30 Uhr waren im GAMES Feature Hintergrundberichte, Dokumentationen oder Ranglisten rund um Videospiele zu sehen. Eine Viertelstunde später lief am Montag GIGA GAMES eSports mit Berichten rund um E-Sport. Am Dienstag gab es bei GIGA GAMES Atmo unkommentierte Spielszenen; mittwochs GIGA LIGA Live. Am Donnerstag lief um 22:45 Uhr GIGA GAMES MMO, das sich mit der Thematik Online-Rollenspiele beschäftigte; freitags wieder GIGA GAMES eSports.
Um 23:30 Uhr schließlich wurde bei GIGA GAMES PC BIG oder GIGA GAMES Konsole BIG ein Spiel über die Dauer von 30 Minuten vorgestellt. Daneben waren täglich von 09:00 bis 11:00 Uhr Musikvideos von YAVIDO auf GIGA zu sehen.
Am Samstag wurde von 20:00 bis 22:00 Uhr die GIGA Pokernight gesendet, die Svenja Ahmann und Toni Glöckle moderierten. Sie behandelten Themen rund um Poker; dabei konnte man auch gegen GIGA-Moderatoren online spielen, realisiert wurde dies in Zusammenarbeit mit PokerStars.de. Von 22:00 bis 22:30 Uhr lief SCREEN ShortsTV, ein Kurzfilm-Magazin in Zusammenarbeit mit dem Fernsehsender ShortsTV . Um 23:00 Uhr folgte Late Knights, eine Art Late-Night-Show mit Nils Bomhoff und Etienne Gardé. An jedem zweiten Samstag um 22:30 Uhr wurde zudem mit Battlecast Primetime Deutschland eine Sendung zu Command & Conquer ausgestrahlt, welche von Dennis Richtarski und Michael Bister moderiert wurde.
Unregelmäßig wurden die Wicked Awesome Super Dudes („W.A.S.D.“), eine Comedy-Serie mit Carsten Groll und Dennis Richtarski, ausgestrahlt.

Logo von Pokernight
Logo von SPAM Deluxe
Logo von Telespiel
Logo von Toolbox
Logo von Wicked Awesome Super Dudes („W.A.S.D.“)
Logo von WOW!
Logo von The Show

#### Weitere ehemalige Formate
- Premiere X-treme (15. Mai 2008 bis 5. Juni 2008): Extremsport-Videos
- GIGA Classics (5. März 2007 bis 20. August 2008): Wiederholung alter GIGA-Sendungen
- Wiimotion (19. März 2007 bis 30. Juni 2008): Informationen und Spiele-Vorstellungen zur Nintendo Wii
- Olé Olé – Das Sommer-EM-Special (6. Juni 2008 bis 27. Juni 2008): Tägliche Show zur Fußball-Europameisterschaft 2008
- P3 – Life in HD (20. März 2007 bis 24. Juni 2008): Informationen und Spiele-Vorstellungen zur PlayStation 3
- GIGA eSports (1. November 2004 bis 21. Juni 2008): Informationen rund um E-Sport
- OnlineWelten (7. November 2006 bis 20. Juni 2008): Thematik Online-Rollenspiele
- Aßman (19. November 2007 bis 5. Juni 2008): (Mini-)Spiele für Gelegenheitsspieler
- Love Shack (19. November 2007 bis 2. Juni 2008): Themen rund um Liebe und Sexualität
- SPAM Deluxe (8. Januar 2007 bis 30. Mai 2008): Themen des Alltags, Interaktion mit den Zuschauern
- 360 (21. März 2007 bis 21. Mai 2008): Informationen und Spiele-Vorstellungen zur Microsoft Xbox 360
- Rofl TV (8. Januar 2007 bis 14. Mai 2008): Internet-Videos, zeitweise in Kooperation mit Clipfish
- XDev TV (2. November 2007 bis 22. Februar 2008): Themen rund um Hard- und Software
- PLAY (31. Januar 2005 bis 16. November 2007): Magazin für Gelegenheitsspieler
- MyWorld (30. Oktober 2006 bis 12. November 2007): Unterhaltung rund um den Kampf der Geschlechter
- GIGA Wunschkonzert (23. März 2007 bis 26. Oktober 2007): Wiederholung einer per Internet-Abstimmung gewählten Sendung
- Anime-Special@GIGA (8. Juni 2007 bis 31. August 2007): Anime-Serien Captain Harlock, AIKa und Slayers Excellent
- Gleitzeit (15. Januar 2007 bis 21. Juli 2007): erotische Videoclips aus dem Internet
- Much Adrenaline (23. März 2007 bis 1. Juni 2007): Trendsport- und Musikvideos in Zusammenarbeit mit dem Entertainment Channel
- GIGA Musicbox (29. September 2005 bis 19. März 2007): Musikvideos
- Nightwatch (17. Oktober 2005 bis 15. Januar 2007): Videos, zum Beispiel von Naturszenen, Gogo-Girls und Gegenständen
- ZOOlenovela (30. September 2005 bis 8. Januar 2007): Videos von Tieren aus Zoogehegen
- Plus X Award-TV (dreiteilig, Dezember 2006): Zusammenarbeit mit Plus X Award; Vorstellung der Awardpreisträger sowie technischer Trends
- GIGA real (23. März 2004 bis zum 30. März 2006): Nachrichten für junge Leute
- GIGA Style (einmalig, 3. Juli 2005): Prominente stellten die Trends des Sommers vor
- GIGA Help (24. März 2003 bis 28. Januar 2005): Computer und -technik
- 49WIN (24. März 2003 bis 28. Januar 2005): Gewinnspiel, bei dem Zuschauer via SMS teilnehmen konnten
- SMS Challenge (16. April 2002 bis 5. Juni 2002): Quiz via SMS
- GIGA Heartbeat (1. Mai 2000 bis 1. Juli 2001): Auseinandersetzung mit Liebe und Sexualität

## GIGA und die Community

### Internetportal giga.de
Bereits zu Beginn wurde das Internetportal giga.de erstellt, welches im Laufe der Zeit ähnlich vielen Veränderungen unterlag wie das Fernsehprogramm. Zu jeder Sendung gibt es einen Artikel, der die wichtigsten Informationen zusammenfasst und dem Zuschauer die Möglichkeit gibt, Kommentare zu hinterlassen. Diese wurden in manchen der ehemaligen Formate auch live vorgelesen, etwa bei GIGA (green) oder SPAM Deluxe. Derzeit bietet giga.de den registrierten Mitgliedern die Möglichkeit, persönliche Informationen, besonders in Bezug auf Videospiele, in einem persönlichen Profil anzugeben und sich so mit anderen zu vernetzen. Hierzu werden auch Blogs und Gästebücher bereitgestellt. Diskussionen zu GIGA, Videospielen und allgemeinen Themen sind in einem Webforum möglich.
Seit der letzten Neuausrichtung im Rahmen der „Fuck Reality“-Kampagne 2008 setzt man verstärkt auf Nachrichten und Hintergrund-Artikel rund um Videospiele und Computertechnik. Hierzu kooperiert die GIGA-Redaktion mit Partnern wie GEE und IGN. Zuschauer können außerdem auch selbst eine Meldung verfassen, die nach redaktioneller Überprüfung dann auf der Seite veröffentlicht wird. Ähnliches ist bei You Talk möglich: Die Community-Mitglieder sollen Videos mit ihrer eigenen Meinung zu einem Thema aufnehmen; ein Teil davon wird dann im Rahmen der GAMES Features auf GIGA ausgestrahlt.
Des Weiteren gibt es auf der Webseite die Möglichkeit, verschiedene Flashgames zu spielen sowie ein eigenes Videoportal namens GIGA Clips und diverse Shops, etwa für GIGA-Merchandise von GamersWear. Den Zuschauern werden daneben Vergünstigungen bei diversen Anbietern eingeräumt, was im Fernsehen und im Internet heftig beworben wird. Dazu zählt auch der Homepage Award, bei dem Webmaster ihre Seiten einreichen können und der Sieger dann in einer Online-Abstimmung ermittelt wird. Die Website wird von der GIGA Digital AG betrieben.

### GIGA LIGA
Die GIGA LIGA, die in ihrer letzten Form seit dem 19. November 2007 existierte, war eine Wettkampf-Liga für diverse Browser- und andere Spiele. Besonderer Wert wurde laut GIGA darauf gelegt, dass jeder einfach an den Wettkämpfen teilnehmen kann. Eine Staffel („Season“) dauerte drei Monate, zum Abschluss wurden die besten Spieler zum Grand Slam in die GIGA-Studios eingeladen. Insgesamt gab es drei solcher „Seasons“. Für die Präsentation der Liga wurde das Format GIGA LIGA Live gegründet. Nach Bekanntwerden der Abschaltung von GIGA beschlossen einige ehemalige Teilnehmer, die Liga inoffiziell unter dem Namen Gaming League Live 2 weiterzuführen.
Unter dem Namen GIGA Liga existierte bereits von 2003 bis 2006 eine Liga für professionelles Computerspielen (E-Sport), die nach der teilweisen Übernahme von GIGA durch Turtle Entertainment in die ESL aufging.

### Community-Events

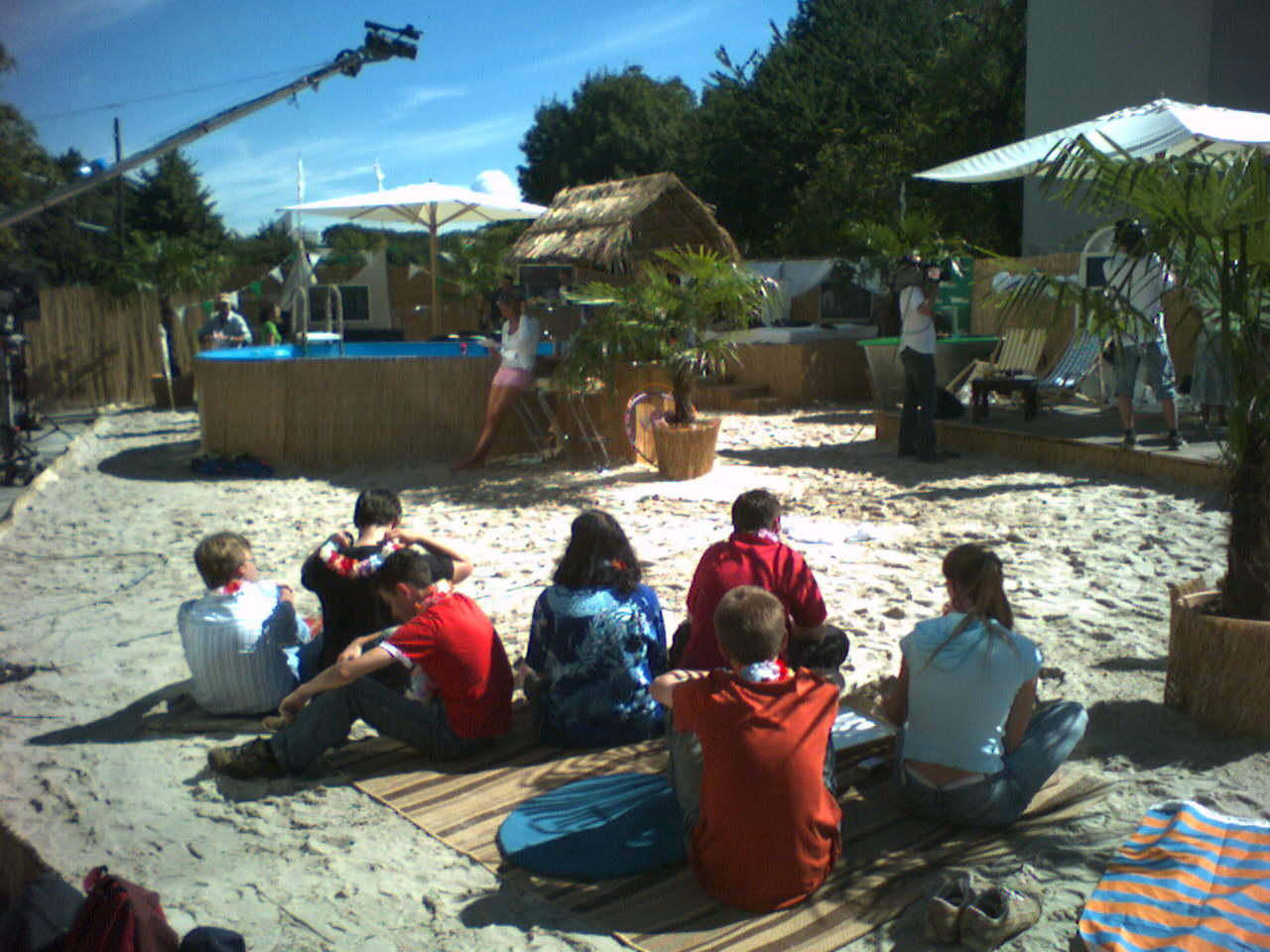
Teil des Geländes sowie Zuschauer von GIGA Island

GIGA veranstaltete in unregelmäßigen Abständen Community-Events.
Die erste derartige Aktion war die GIGA\\GAMES Roadshow, welche vom 20. bis zum 31. Juli 2005 stattfand. Dabei besuchte das GIGA\\GAMES-Team mit einem Truck Orte in ganz Deutschland, wo dann die Sendung produziert wurde.
Daneben wurde vom 23. bis zum 26. August 2007 GIGA Island ausgetragen. Zu dieser „längsten TV-Beach-Party Deutschlands“ wurde auf dem Parkplatz von GIGA Digital TV in Köln eine Strand-Landschaft aus echtem Sand mit Swimmingpool aufgebaut, die auch die Community besuchen sollte. Dort gab es sechs Themeninseln, etwa Online Island (Online-Spiele) oder Casual Island (Duelle auf der Wii). Highlight war der fünfstündige „WoW!-Liveraid“, bei dem die World-of-Warcraft-Gilde MeetYourMakers live die Instanz Mount Hyjal spielte.

#### Messen

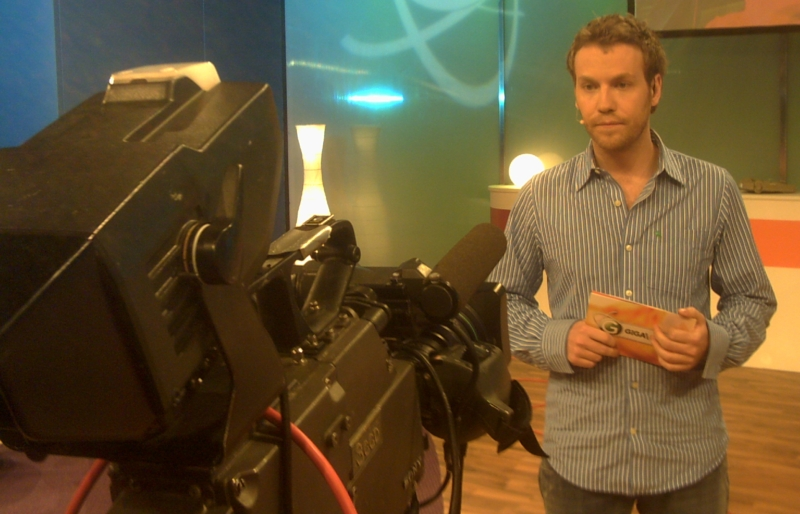
Nils Bomhoff auf der Games Convention 2006

Zeitweise war GIGA auf der Games Convention und der IFA mit eigener Bühne vertreten. Dort wurden Sendungen aufgezeichnet und Merchandise-Produkte verteilt; die anwesenden Zuschauer konnten außerdem um Preise spielen. Auf der IFA kooperierte man dabei mit dem Plus X Award, an dessen Stand GIGA zuletzt 2007 zu Gast war. Die letzte GIGA-Bühne auf der Gamescom gab es 2009 in Kooperation mit IGN Network.

### GIGA\\GAMES Award
Der GIGA\\GAMES Award war eine Auszeichnung für die besten elektronischen Spiele. Die Sieger wurden online von der GIGA-Community bestimmt, somit erlangte der Preis eine besondere Bedeutung. Zuletzt fand die Verleihung in der Silvester-Ausgabe am 31. Dezember 2007 statt.

### Reichweite und Zuschauerstruktur
Laut einer Reichweitenstudie, die im Jahr 2007 von GIGA in Zusammenarbeit mit der Forsa durchgeführt wurde, schauten zum damaligen Zeitpunkt täglich durchschnittlich 186.000 der 14- bis 29-jährigen Deutschen den Sender. Dies entspricht einem Marktanteil von 4,4 % in der Zielgruppe. Monatlich schauten 899.000 der Jugendlichen (21,4 %) einmal oder mehrmals GIGA. Grundlage der Befragung waren 501 14- bis 29-Jährige, von denen 30,2 % theoretisch in der Lage waren, den Sender zu empfangen.
Aktuellere Zahlen wurden mit Hilfe des „Premiere Panels“ bestimmt: Demnach sehen mittlerweile wöchentlich 371.000 verschiedene Zuschauer mindestens eine Minute einer GIGA-Sendung. Die meisten Zuschauer hat der Sender dabei in der Zeit von 18:00 bis 23:00 Uhr zu verbuchen, hier werden durchschnittlich 30.000 Zuschauer pro Stunde erreicht. Zwei Drittel der Zuschauer sind Männer zwischen 14 und 29 Jahren, also die Haupt-Zielgruppe des Senders.
Die Internetplattform giga.de weist laut IVW monatlich rund zwölf Millionen Besuche auf. Nach eigenen Angaben von 2008 betreibt GIGA demnach den erfolgreichsten Internetauftritt eines deutschen Jugendsenders.

## Kritik
Bemängelt wurde hauptsächlich, dass mit dem „Mutterformat“ GIGA (green) quasi alle diejenigen Formate zeitweise komplett eingestellt worden waren, die sich nicht auf Videospiele bezogen, was bereits bei einem Teil der Zuschauer zur völligen Abkehr von GIGA geführt hatte. Zwischenzeitlich wurden, zum Beispiel mit SPAM Deluxe, wieder Sendungen geschaffen, deren Hauptthema nicht Computerspiele waren; diese verschwanden jedoch größtenteils mit einer weiteren Neuausrichtung wieder aus dem Programm. Lediglich die für die neue Zielgruppe als relevant verstandenen Formate wie das Filmmagazin SCREEN waren weiterhin im Programm vorhanden.
Nach Bekanntgabe der Einstellung des Sendebetriebs versuchten einige der Zuschauer auf verschiedenen Wegen, den Sender zu erhalten. Die Bandbreite der allesamt erfolglosen Aktionen reichte von einer Demonstration vor dem Gebäude des Senders bis zum Vorschlag einer Übernahme durch die ARD.
Zusätzlich wurde GIGA auch dafür kritisiert, dass es Downloads für Minecraft-Mods ohne die Erlaubnis der Entwickler anbot. Die Organisation StopModReposts warnte davor, dass diese Downloads möglicherweise Schadsoftware enthalten könnten, und rief dazu auf, Modifikationen nur von autorisierten Quellen herunterzuladen.

## Auszeichnungen
- 2001: Grimme Online Award für giga.de
- 2004, 2005: OnlineStar Publikumspreis in der Kategorie „Virtuelle Welten und Games“ für giga.de
- 2009: OnlineStar Platz 2 für giga.de